# Franck Mességué

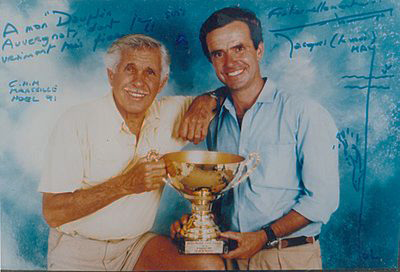
Franck Mességué avec son ami Jacques Mayol qui lui remet une coupe pour un record mondial en apnée avec palmes : 62 m en 1989

Franck Mességué, né le 2 mars 1952 à Paris, est un aventurier, un apnéiste et un militant humanitaire français. 

## Éléments biographiques
Recordman du monde d'apnée en plongée libre et passionné de pêche sous-marine, il est également connu pour être un militant pacifiste de causes humanitaires. Défenseur (depuis 1992) de la généralisation de la proposition du dépistage du VIH à l'ensemble des populations concernées, il a entrepris, dans le but d'obtenir l’ouverture d’un  débat à l'Assemblée nationale française sur cette mesure sanitaire, 10 actions publiques médiatisées dont 5 grèves de la faim totalisant 137 jours de jeûne en 28 ans de combat pacifique et bénévole ; la première ayant duré 60 jours, avant l'intervention du ministre de la Santé de l'époque, Bernard Kouchner. Autre fait marquant fut également son sit-in de 122 jours, du 14 décembre 1993 au 15 avril 1994, face au ministère de la Santé, dirigée par Madame Simone Veil, qui avait pour ministre délégué, Philippe Douste-Blazy. Ensemble, ils n’hésitèrent pas à enfermer manu militari l’« idéaliste passionné », que représentait Franck Mességué, dans le département psychiatrique de l'hôpital de Perray-Vaucluse pendant pas moins de 26 jours. Ainsi, ils « préférèrent » cette surprenante et funeste décision, plutôt que d’accepter normalement d’ouvrir un simple et salutaire débat démocratique. En attendant, il continue le combat de sa vie ; ne serait-ce que pour respecter sa propre devise, qui ne manque pas de détermination, d’espérance et de courage : « Abandonner, c’est s’abandonner ! »[réf. nécessaire]